# 南 (糸満市)
南（みなみ）は沖縄県糸満市字糸満の行政区の一つ。通常は「区」をつけて南区と呼ぶ。また1区と呼ぶこともある。
1961年に現在の市域に拡大するまでの旧糸満町ではもっとも南に位置していたので、その名がつけられた（実際の南端部は南区ではなく新川区である）。字糸満では南西部にあたる。
かつては現在の沖縄県道256号豊見城糸満線（旧国道331号）から西側はほとんど海だったが、1980年代後半から糸満漁港の拡大整備やその後の潮崎町（当時は南浜地先埋立）の埋め立てで、かつての海岸線はすべて埋め立てられ海がほとんどなくなった。現在は糸満漁港の埋立地部分を除いて、ほとんどが古くからの街並みを残した住宅地である。ちなみに当区公民館と前端公民館はほんの100メートル足らずしか離れていない。
なお糸満南小学校や糸満南幼稚園、みなみ保育園は字糸満の南区内にはない（糸満南小学校と幼稚園は潮崎町、みなみ保育園は新川区にある）。

## 交通

### 道路
国道331号（沖縄西海岸道路糸満道路）が西側を通っており、同国道の旧道である沖縄県道256号豊見城糸満線が区域の中央部を通っている。

### 路線バス
糸満バスターミナル発着路線のうち県道256号（旧国道331号）の真栄里や三和地域の市南部方面に向かう82番・玉泉洞糸満線と107番＆108番・南部循環線（いずれも琉球バス交通）、そして真栄里にある那覇バス糸満営業所を発着する446番・那覇糸満線（那覇バス））が当区内を通っており、いずれの路線も糸満市場前と双子橋の2か所のバス停に停車する。82番の一部と南部循環線（107番・108番）は糸満市役所や潮崎町方面にも向かう（ただし82番と南部循環線は潮崎入口バス停以外は停車するバス停と経路が異なる）。
南部循環線は糸満市場前と双子橋いずれのバス停にも2度停車するが、双子橋バス停は県道側と市道側の2か所あり、方向によって異なる。
82番・玉泉洞糸満線（琉球バス交通）
- 糸満市場前と双子橋（県道側）に停車するが平日の一部は潮崎町（潮崎入口、糸満市役所前、潮崎二丁目）にも停車するため、その場合は糸満市場前の後に潮崎町を経由し、その後に双子橋に停車する（上りはその逆）。

107番・南部循環（大里・真壁廻り）線（琉球バス交通）
- 糸満バスターミナルから発車するときは糸満ロータリー（南側）→糸満市場前（真栄里方面）→潮崎町（潮崎入口→糸満市役所→潮崎入口）→双子橋（市道側県道54号方面）→親田原→稲嶺原入口の順で停車し、県道54号に入り糸満高校前に停車、その後照屋、高嶺入口を通り、高嶺・三和各地域（大里・新垣・真壁・米須・喜屋武）へ向かう。
- 喜屋武を通った後は名城、真栄里を通り、糸満郵便局前→双子橋（県道側糸満ロータリ方面）→潮崎町→糸満市場前（糸満ロータリー方面）→糸満ロータリー（南側と北側の両方停車）の順で停車し、潮平・西崎へ向かった後、糸満バスターミナルに戻る。

108番・南部循環（西崎・喜屋武・米須廻り）線（琉球バス交通）
- 糸満バスターミナルから発車するときは糸満ロータリー（北側）から西崎・潮平経由し、糸満ロータリー（北側と南側両方停車）を再び通り、糸満市場前（真栄里方面）→潮崎町→双子橋（県道側真栄里方面）→糸満郵便局前の順で停車し、真栄里・三和地域（名城・喜屋武・米須・真壁）方面へ向かう。
- 高嶺地域（新垣・大里）を通った後は高嶺入口、照屋を通り、その後県道54号に入り糸満高校前に停車、その後市道に入り稲嶺原入口→親田原→双子橋（市道潮崎方面）→潮崎町→糸満市場前（糸満ロータリー方面）の順で停車し、糸満ロータリー（南側に停車）経由し糸満バスターミナルに戻る。

446番・那覇糸満線（那覇バス）
- 糸満市場前と双子橋（県道側）にそれぞれ停車する。

## 隣接する地域
- 町端（字糸満内の行政区）
- 前端（字糸満内の行政区）
- 新川（字糸満の行政区）
- 真栄里
- 潮崎町